# Мальцевка (Белгородская область)
Мальцевка — село в Корочанском районе Белгородской области. Входит в состав Анновского сельского поселения.

## География
Находится в центральной части Белгородской области, в лесостепной зоне, в пределах Среднерусской возвышенности, на правом берегу реки Холок, к северу от автодороги М2, на расстоянии примерно 15 километров (по прямой) к юго-востоку от города Корочи, административного центра района. Абсолютная высота — 152 метра над уровнем моря.

### Климат
Климат характеризуется как умеренно континентальный, с относительно мягкой зимой и тёплым продолжительным летом. Среднегодовая температура воздуха — 6 °C. Средняя температура воздуха самого холодного месяца (января) — −8,2 °C; самого тёплого месяца (июля) — 20,1 °C. Безморозный период длится 155 дней. Годовое количество атмосферных осадков составляет 452 мм, из которых 326 мм выпадает в период с апреля по октябрь. Снежный покров держится в течение 102 дней.

### Часовой пояс
Село Мальцевка как и вся Белгородская область, находится в часовой зоне МСК (московское время). Смещение применяемого времени относительно UTC составляет +3:00.

## Население
| 2002 | 2010 |
| ---- | ---- |
| 390  | ↘311 |

### Половой состав
По данным Всероссийской переписи населения 2010 года в гендерной структуре населения мужчины составляли 44,4 %, женщины — соответственно 55,6 %.

### Национальный состав
Согласно результатам переписи 2002 года, в национальной структуре населения русские составляли 92 %.